# 수이샤오
수이샤오(중국어: 舒一笑, 병음: Shu Yixiao, 한자음: 서일소, 1998년 4월 13일 ~ )는 중화인민공화국의 바둑 기사이다. 후난성 화이화시 출신으로 중국기원 소속의 6단이다.

## 경력
후난성 화이화시에서 태어났다. 아마추어 선수로 2011년 제26회 구성배 우승과 2012년 제5회 봉성배 4위를 차지했다. 2012년 프로바둑에 입단했고 2014년 3단을 거쳐 2015년 3단으로 승단했다. 2015년부터 도시대항전에 창사시대표로 참가하여 2015-2016 시즌 개근상을 받았다.
2016년 제1회 신아오배 세계바둑오픈 예선에서 가오위와 천정쉰, 천야펑을 누르고 본선 64강에 진출했고, 당이페이를 이겨 32강에 올랐지만 팡톈펑에게 패배했다. 2018년 5단을 거쳐 2019년 6단으로 승단했다.